# Stortervolandet
Stortervolandet (finnois : Iso-Tervo) est une île de l'archipel de Turku à Pargas en Finlande.

## Géographie
L'île est située au sud d'Ålön, l'île principale de Parainen, à partir de laquelle il existe une liaison routière vers Stortervolandet via le pont de Sattmark (fi),.
De l'île, le traversier de Våno mène jusqu'à Miélisholma.